# Jerzy Iwanowski (hipolog)

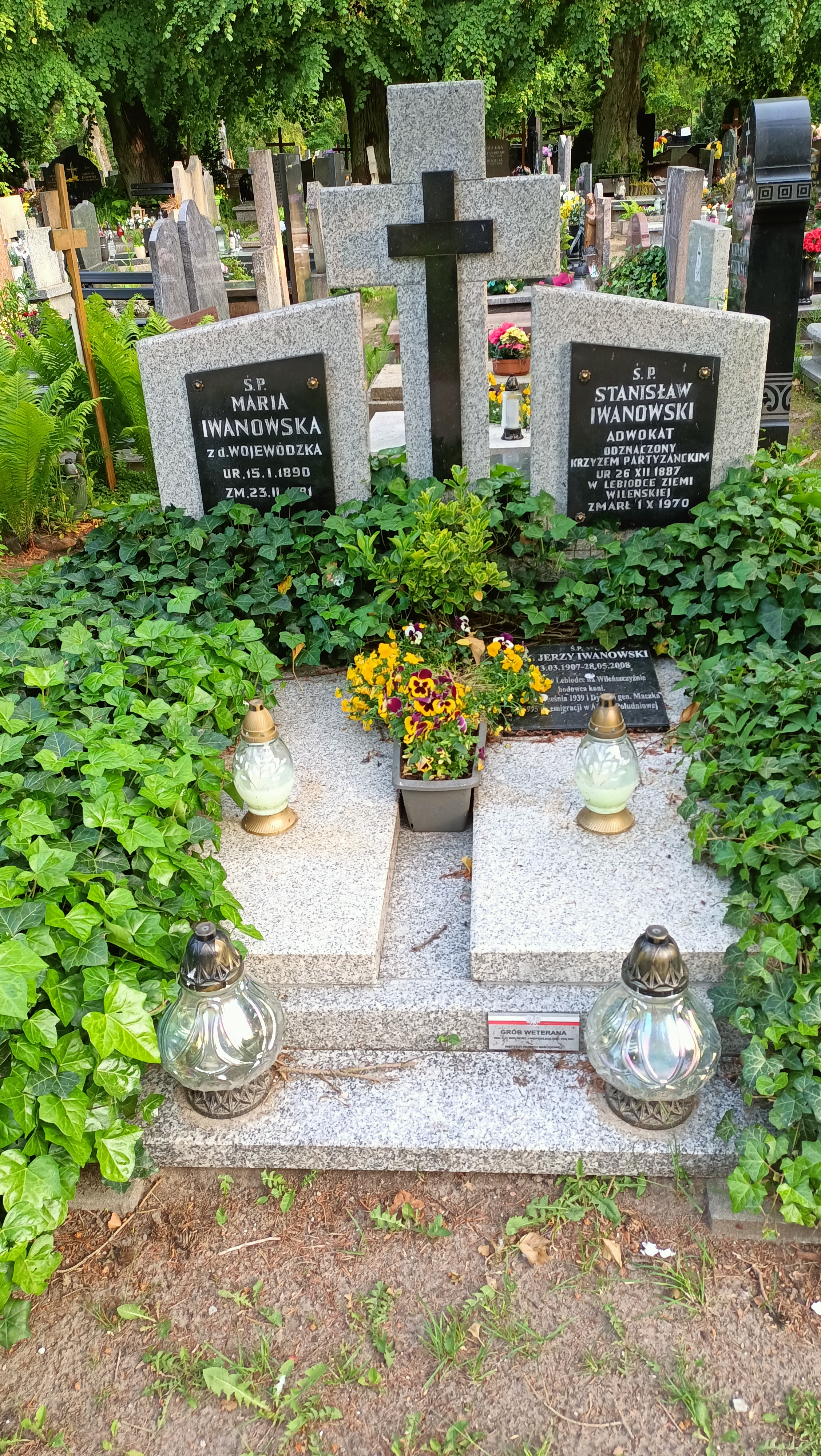
Grób Jerzego Iwanowskiego na cmentarzu Oliwskim w Gdańsku

Jerzy Iwanowski, również George Iwanowski (ur. 13 marca 1907 w Lebiodce k. Lidy, zm. 28 maja 2008) – polski hipolog i jeździec, major kawalerii Polskich Sił Zbrojnych.

## Życiorys
Syn Tadeusza Iwanowskiego i Marii z d. Wolskiej, pieczętował się herbem Rogala odm. Ukończył Gimnazjum im. Tadeusza Reytana w Warszawie (1927) i Szkołę Główną Gospodarstwa Wiejskiego w Warszawie (1936, dyplom magistra inżyniera rolnika, specjalizacja hodowla koni). Od 1936 zastępca kierownika Państwowego Stada Ogierów w Bogusławicach. W 1939 opublikował w czasopiśmie „Jeździec i Hodowca” artykuł przeglądowy poświęcony stadninie w Bogusławicach i hodowanym w niej koniom.
Początkowo podporucznik rezerwy z przydziałem do 23 Pułku Ułanów Grodzieńskich, 2 maja 1934 przeniesiony do 1 Pułku Ułanów Krechowieckich. 1 maja 1937 awansowany na stopień porucznika rezerwy kawalerii. W okresie kampanii wrześniowej zmobilizowany do 1 Pułku Ułanów Krechowieckich jako dowódca II plutonu w szwadronie karabinów maszynowych. Został ranny w czasie walk nad rzeką Mień i trafił do szpitala w Białowieży. Po zajęciu miejscowości przez Armię Czerwoną zdołał uciec, po czym przedostał się przez Litwę i Szwecję do Francji, gdzie wstąpił do Wojska Polskiego i służył w dywizjonie rozpoznawczym 4 Dywizji Piechoty.
W 1940 został ewakuowany do Wielkiej Brytanii i otrzymał przydział do 10 Pułku Strzelców Konnych. Po wejściu 10 Pułku Strzelców Konnych w skład 1 Dywizji Pancernej gen. Maczka jako pułku rozpoznawczego brał udział w walkach na kontynencie europejskim, pełniąc funkcję dowódcy szwadronu dowodzenia, w którego skład wchodziły plutony: czołgów, techniczno-gospodarczy, przeciwlotniczy, łączności oraz rozpoznawczy. Uczestniczył w kampaniach we Francji, Belgii i Holandii. We wrześniu 1944 został awansowany do stopnia rotmistrza. 5 maja 1945 jego pułk zakończył działania bojowe na terenie Niemiec.
W maju 1945 Jerzy Iwanowski objął stanowisko komendanta Polish 3 Remount Depot, jednej z trzech stacji zbornych gromadzących rasowe konie wywiezione przez Niemców z Polski; były one odsyłane do polskich stadnin państwowych. Siedzibą Polish 3 Remount Depot była stadnina SS w Lauvenburgu w Nadrenii Północnej-Westfalii w brytyjskiej strefie okupacyjnej. Polish 3 Remount Depot, podlegający tzw. Polish Remounts Service (w nomenklaturze polskiej: Zarząd Stadnin Polskich w Niemczech) kierowanej przez Stefana Adama Zamoyskiego, gromadził konie pełnej krwi angielskiej. Jerzy Iwanowski dowodził Polish 3 Remount Depot w Lauvenburgu przez dwa lata; w tym okresie odzyskano m.in. cenną klacz Effortę. W 1947 został zdemobilizowany w stopniu majora.
W maju 1948, po zakończeniu służby wojskowej, wyemigrował wraz z żoną i córką do Republiki Południowej Afryki, gdzie założył w Johannesburgu szkołę jazdy na ogierach rasy Lipicaner. Twórca tradycji szkolenia, hodowli i pokazów ujeżdżenia koni lipicańskich w RPA. Na przełomie lat 50. i 60. XX wieku stworzył zespół jeździecki złożony wyłącznie z kobiet, co było śmiałą decyzją, gdyż w najbardziej znanym europejskim ośrodku szkolenia koni lipicańskich, Hiszpańskiej Szkole Jazdy w Wiedniu, występowali w owym czasie jedynie mężczyźni. Od 1963 siedzibą zespołu było centrum jeździeckie w Kyalami w Midrand w pobliżu Johannesburga. Pokazy organizowane przez zespół Jerzego Iwanowskiego cieszyły się w RPA dużą popularnością. W 1968 zespół odbył tournée po Europie. Jerzy Iwanowski z powodzeniem uczestniczył jako zawodnik zarówno w gonitwach z przeszkodami, jak i w konkursach ujeżdżenia, zajmując pierwsze miejsca.
Ok. 1940 zawarł związek małżeński z Teresą Römer (1914–1980). Miał z nią córkę Marię, prowadzącą w 2007 własną stadninę we Francji. Ostatnie lata życia spędził w Polsce, gdzie wrócił na początku lat 2000. Mieszkał w dworku przy stadninie koni w Łącku w województwie mazowieckim. Opublikował wspomnienia Czasy mojego życia (Warszawa 2000, ISBN 978-83-914428-0-7). W 2007, z okazji stulecia jego urodzin, w Afryce Południowej zorganizowano specjalny pokaz jeździecki na jego cześć z udziałem zespołu South African Lipizzaners. 27 marca 2007 awansowany do stopnia pułkownika WP w st. spoczynku. Został pochowany na cmentarzu Oliwskim w Gdańsku (kwatera 18, rząd E, grób 14).

## Publikacje książkowe
Pod nazwiskiem George Iwanowski
- The Grass is Greener... (edycja limitowana opublikowana przez autora, 100 egz. numerowanych)[18]
- A Practical Guide to Good Horsemanship, Bloemfontein 1963, OCLC 814133472
- The White Stallions of Kyalami, Cape Town 1977, ISBN 978-0-86843-001-0
- You and Your Horse, Pietermaritzburg 1987, ISBN 978-0-86985-972-8

Pod nazwiskiem Jerzy Iwanowski
- Czasy mojego życia, Warszawa 2000, ISBN 978-83-914428-0-7

## Ordery i odznaczenia
- Krzyż Komandorski Orderu Odrodzenia Polski (2004, „za wybitne zasługi w działalności kombatanckiej, za popularyzowanie polskiej szkoły jeździectwa”)[19]
- Krzyż Walecznych[2]
- Krzyż Czynu Bojowego Polskich Sił Zbrojnych na Zachodzie[4]
- Medal „Pro Memoria” (2007)[20]
- Odznaczenia wojenne brytyjskie i holenderskie[2]
- Złota Odznaka Polskiego Związku Jeździeckiego[2]
- Złota Odznaka Polskiego Związki Hodowców Koni[2]